# Rosston (Arkansas)
Rosston est un village situé dans l’État américain de l'Arkansas, dans le comté de Nevada.